# C.O.G.
C.O.G. é um filme de comédia dramática dos Estados Unidos lançado em 2013.

## Sinopse
Baseado no conto autobiográfico David Sedaris, COG (que significa Filho de Deus) segue Samuel (Jonathan Groff), que tenta mergulhar no "mundo real", e ir "fora da grade", após sua graduação na Yale vai trabalhar em uma fazenda de maçã sob um pseudônimo. Fora de seu elemento e não se encaixando entre os trabalhadores migrantes da cidade e os moradores locais profundamente religiosas, Samuel começa uma jornada que irá levá-lo profundamente em território desconhecido, estranho, e às vezes bem-humorado como ele, encontra pretensos benfeitores e um tanto amigos.

## Elenco
- Jonathan Groff ... Samuel
- Denis O'Hare ... Jon
- Casey Wilson ... Martha
- Dean Stockwell ... Hobbs
- Dale Dickey ... Debbie
- Troian Bellisario ... Jennifer

## Recepção
C.O.G teve recepção mista por parte da crítica especializada. Com base em 16 avaliações profissionais, alcançou uma pontuação de 60 em 100 no Metacritic. Com um índice de 70% o Rotten Tomatoes publicou um consenso: "O enredo do COG é um pouco sinuoso, mas os personagens são sempre convincentes e o final é recompensador".